# Penelope purpurascens
Penelope purpurascens, conocida como guan crestado, pava moñuda, guan, pava cojolita, pava crestada, catita serrana, cojolite, congona, ajolite y chonche, es una especie de la familia Cracidae (pajuiles, pavas y chachalacas,). Es grande, de cuello largo y cola larga y ancha. Mide entre 81 y 91 cm, pesa aproximadamente entre 1.6 y 2.5 kg. Posee papada color rojo-anaranjado y cresta eréctil densa y conspicua. Casi todo el cuerpo es marrón olivo oscuro, con iridiscencias púrpura o verde pálido; plumas del cuello, dorso y partes inferiores con márgenes blancuzcos notorios. Dorso café óxido, ojos rojos, pico negro y piel de la cara desnuda color gris-azul intenso. La especie se distribuye desde México hasta las regiones costeras de Ecuador, Colombia, Perú y Venezuela. En México habita en la vertiente del Pacífico, desde Sinaloa hasta Chiapas, incluyendo los estados del sursureste del país; asimismo en Tamaulipas y San Luis Potosí. Generalmente vive en zonas tropicales y subtropicales, entre 0 y 2,500 m s. n. m. utilizando las partes medias y altas del estrato arbóreo, rara vez se le encuentra en el suelo. Si bien la NOM-059-SEMARNAT 2010 la considera como especie amenazada y la UICN2019-1 como de preocupación menor, si no se toman medidas de conservación, en un futuro cercano podría estar en peligro de extinción debido a las fuertes presiones de cacería y a la destrucción de su hábitat; la cacería está estrechamente relacionada con la cercanía de asentamientos humanos. La especie es una fuente importante de proteínas para algunas comunidades indígenas y mestizas de Mesoamérica. Frecuentemente es usada como mascota.

## Etimología
Los guanes toman su nombre probablemente del guna kwama, cuama [lengua chibcha de Panamá].

## Características
Mide entre 70 y 91 cm de longitud y pesa entre 1,6 y 2,7 kg.  Los machos se caracterizan por un copete gris desarrollado a la manera de una cresta. El plumaje es pardo oscuro grisáceo con bordes blancos. La cara alrededor de los ojos es desnuda y azul, la garganta ancha y roja, el pico negro brillante y sus patas son de color rojo.

## Historia natural
Generalmente vive en grupos de hasta 12 individuos. Se alimenta de frutos, semillas e insectos. Esta especie se encuentra amenazada, especialmente en su espacio sudamericano, porque su hábitat ha sido afectado por la deforestación y por la caza indiscriminada.

## Subespecies

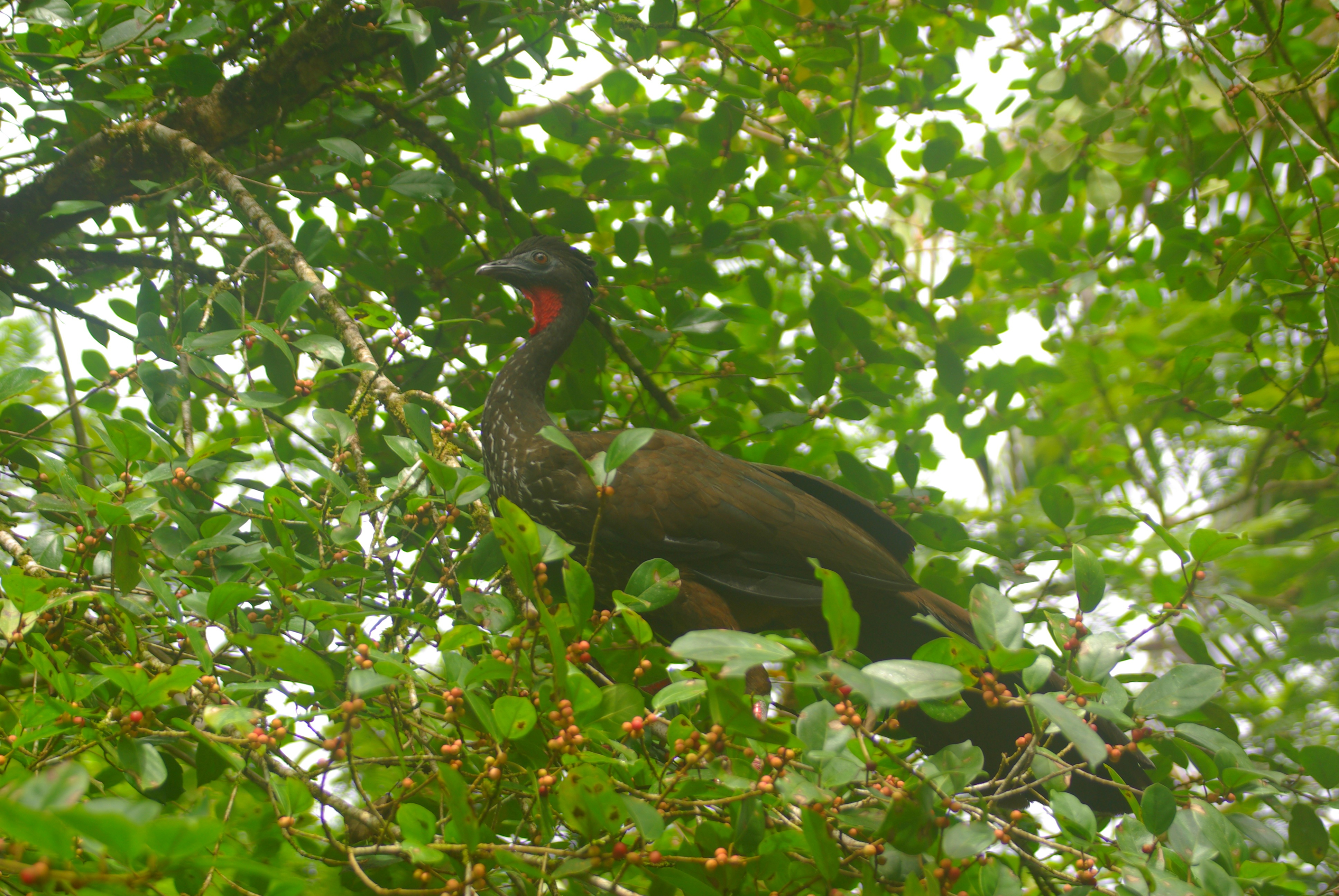
Penelope purpurascens purpurascens alimentándose en un árbol. Estación biológica La Selva, Costa Rica

Se conocen tres subespecies de Penelope purpurascens:
- Penelope purpurascens purpurascens - de México a Honduras y Nicaragua
- Penelope purpurascens aequatorialis - del sur de Honduras y Nicaragua al noroeste de Colombia y sudeste de Ecuador y Perú.[4]
- Penelope purpurascens brunnescens - del norte de Colombia al este de Venezuela

## Referencias

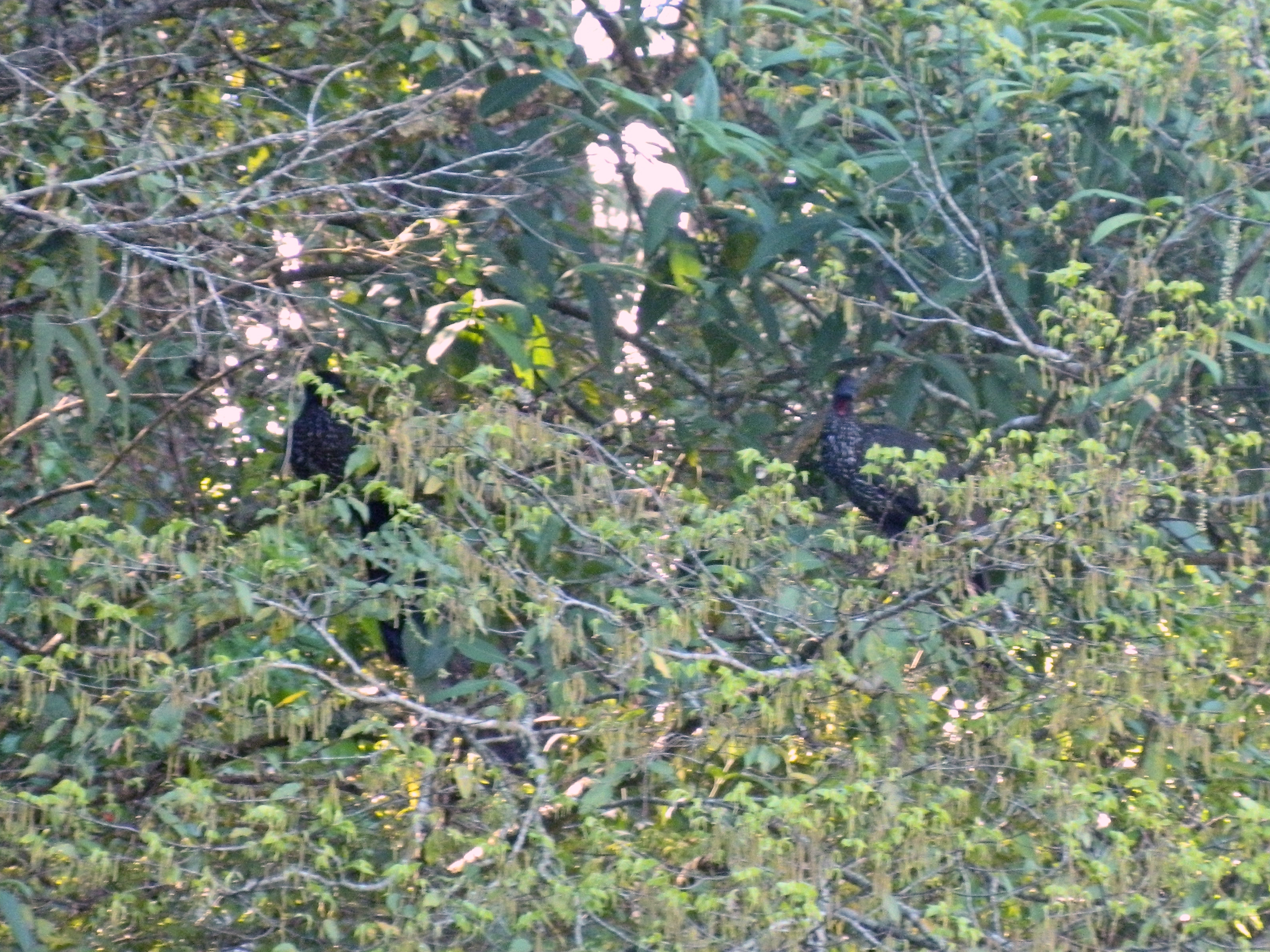
Penelope purpurascens en la estación Científica "Las Joyas", Reserva de la Biósfera Sierra de Manantlán.jpg